# Asijské zimní hry
Asijské zimní hry jsou oblastní mezinárodní sportovní soutěže v zimních sportech, pořádané pod patronátem Mezinárodního olympijského výboru.

## Dějiny
S myšlenkou jejich pořádání přišel Japonský olympijský výbor v roce 1982 ve snaze vytvořit zimní obdobu Asijských her. První ročník se konal v roce 1986 v Sapporu v Japonsku, přičemž byla využita infrastruktura ze Zimních olympijských her 1972.
Vzhledem k tomu, že se prvního ročníku zúčastnilo pouze sedm zemí, není překvapením, že počet národů, které se zimních her účastní neustále roste.
V roce 2009 byly zvažovány hry v Libanonu, ale nakonec se neuskutečnily.
V roce 2017 byli pozváni sportovci z Oceánie, čehož využily Austrálie a Nový Zéland.

## Asijské hry – přehled
| Hry                    | Město                                | Stát           | Země | Sportovci | Sporty  | Disciplíny |
| ---------------------- | ------------------------------------ | -------------- | ---- | --------- | ------- | ---------- |
| Asijské zimní hry 1986 | Sapporo                              | Japonsko       | 7    | 293       | 4 (7+1) | 35         |
| Asijské zimní hry 1990 | Sapporo                              | Japonsko       | 9    | 310       | 4 (6+1) | 33         |
| Asijské zimní hry 1996 | Charbin                              | Čína           | 17   | 453       | 4 (8+1) | 43         |
| Asijské zimní hry 1999 | Pchjongčchang, Čchunčchon a Kangnung | Jižní Korea    | 14   | 798       | 4 (7)   | 43         |
| Asijské zimní hry 2003 | Prefektura Aomori                    | Japonsko       | 17   | 641       | 5 (11)  | 51         |
| Asijské zimní hry 2007 | Čchang-čchun                         | Čína           | 25   | 796       | 5 (10)  | 47         |
| Asijské zimní hry 2011 | Astana a Almaty                      | Kazachstán     | 26   | 843       | 5 (11)  | 69         |
| Asijské zimní hry 2017 | Sapporo a Obihiro                    | Japonsko       | 32   | 1145      | 5 (11)  | 64         |
| Asijské zimní hry 2025 | Charbin                              | Čína           | 34   | 1275      | 5 (11)  | 64         |
| Asijské zimní hry 2029 | Trojena                              | Saúdská Arábie |      |           |         |            |

## Sporty
| Sport       | Sport                   | Disciplíny | 1986 | 1990 | 1996 | 1999 | 2003 | 2007 | 2011 | 2017 | 2025 |
| ----------- | ----------------------- | ---------- | ---- | ---- | ---- | ---- | ---- | ---- | ---- | ---- | ---- |
| Bandy       | Bandy                   | 1          | Ne   | Ne   | Ne   | Ne   | Ne   | Ne   | 1    | Ne   | Ne   |
| Biatlon     | Biatlon                 | 11         | 3    | 3    | 6    | 6    | 6    | 7    | 7    | 7    | 4    |
| Bruslení    | Krasobruslení           | 4          | 4    | Ne   | 4    | 4    | 4    | 4    | 4    | 4    | 4    |
| Bruslení    | Rychlobruslení          | 16         | 9    | 9    | 9    | 9    | 9    | 10   | 12   | 14   | 14   |
| Bruslení    | Short track             | 10         | 8    | 10   | 10   | 10   | 10   | 8    | 8    | 8    | 9    |
| Curling     | Curling                 | 2          | Ne   | Ne   | Ne   | Ne   | 2    | 2    | Ne   | 2    | 3    |
| Lední hokej | Lední hokej             | 2          | 1    | 1    | 2    | 2    | 2    | 2    | 2    | 2    | 2    |
| Lyžování    | Akrobatické lyžování    | 6          | Ne   | Ne   | 2    | Ne   | 2    | 2    | 6    | 4    | 11   |
| Lyžování    | Alpské lyžování         | 10         | 4    | 4    | 4    | 6    | 4    | 4    | 6    | 4    | 2    |
| Lyžování    | Běh na lyžích           | 12         | 6    | 6    | 6    | 6    | 7    | 6    | 12   | 10   | 6    |
| Lyžování    | Lyžařský orientační běh | 8          | Ne   | Ne   | Ne   | Ne   | Ne   | Ne   | 8    | Ne   | Ne   |
| Lyžování    | Skialpinismus           | 3          | Ne   | Ne   | Ne   | Ne   | Ne   | Ne   | Ne   | Ne   | 3    |
| Lyžování    | Skoky na lyžích         | 4          | 1    | 1    | 2    | Ne   | 2    | Ne   | 3    | 3    | Ne   |
| Lyžování    | Snowboarding            | 6          | Ne   | Ne   | Ne   | Ne   | 3+3  | 2    | Ne   | 6    | 6    |

## Medailové pořadí národů
| Poř. | Stát          | Účasti | Zlato | Stříbro | Bronz | Celkem |
| ---- | ------------- | ------ | ----- | ------- | ----- | ------ |
| 1.   | Japonsko      | 8      | 138   | 144     | 115   | 397    |
| 2.   | Čína          | 8      | 94    | 85      | 105   | 284    |
| 3.   | Kazachstán    | 6      | 78    | 62      | 56    | 196    |
| 4.   | Jižní Korea   | 8      | 74    | 83      | 92    | 249    |
| 5.   | Severní Korea | 6      | 1     | 4       | 12    | 17     |
| 6.   | Uzbekistán    | 6      | 1     | 2       | 4     | 7      |
| 7.   | Libanon       | 6      | 1     | 1       | 0     | 2      |
| 8.   | Mongolsko     | 8      | 0     | 1       | 6     | 7      |
| 9.   | Írán          | 7      | 0     | 1       | 2     | 3      |
| 10.  | Kyrgyzstán    | 6      | 0     | 0       | 1     | 1      |